# Heinrich von Hofmann

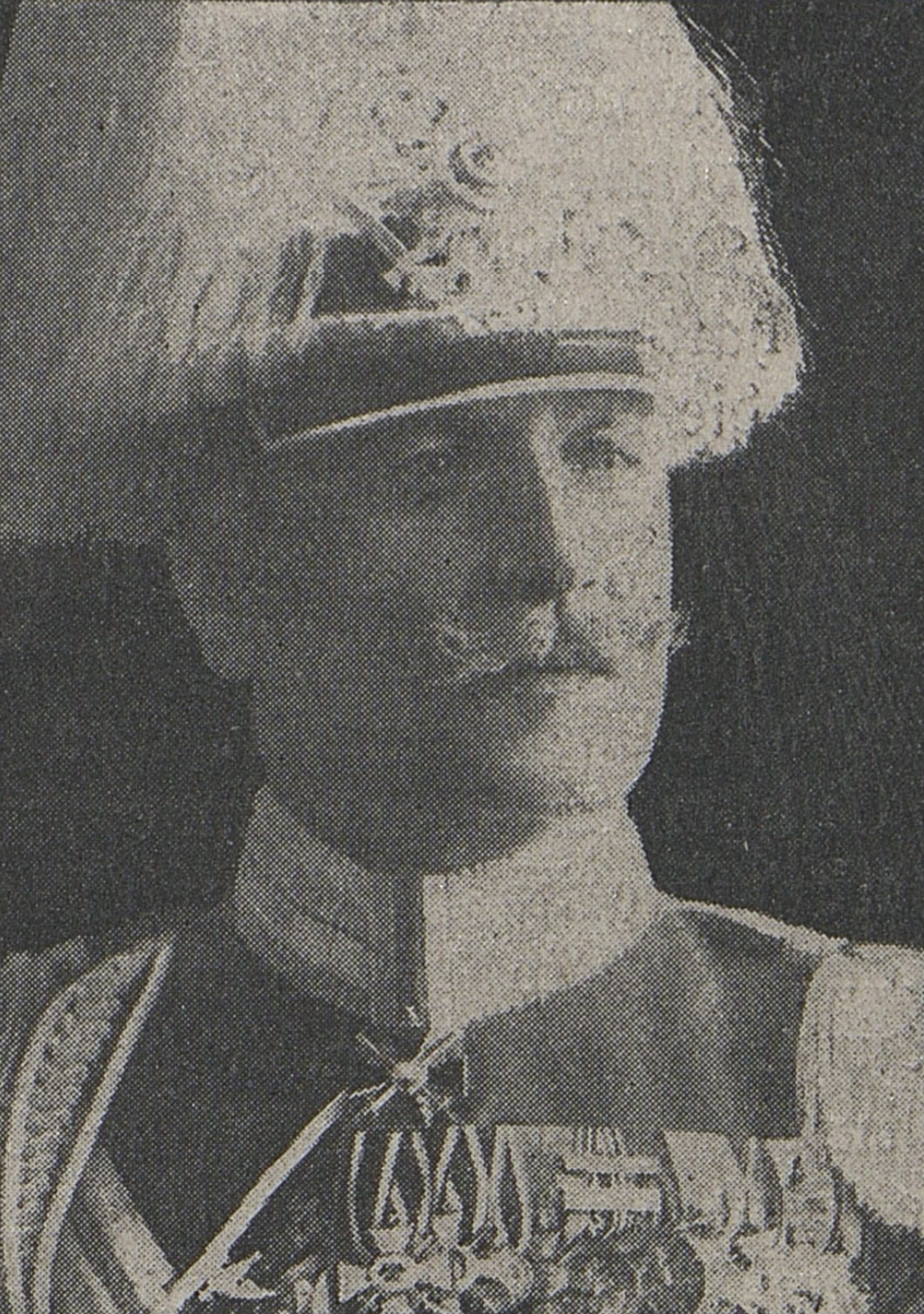
Generalmajor Heinrich von Hofmann (c. 1918)

Heinrich von Hofmann (* 6. April 1863 in Darmstadt; † 17. Juli 1921 in Bad Nauheim) war ein deutscher Generalleutnant sowie Freikorpsführer.

## Leben

### Herkunft
Seine Eltern waren der ehemalige hessische Ministerpräsident Karl von Hofmann (1827–1910) und dessen Ehefrau Cora Kekulé von Stradonitz (1835–1897). Der Maler Ludwig von Hofmann war sein Bruder.

### Militärkarriere
Hofmann wurde am 18. Februar 1913 Kommandeur der 41. Kavallerie-Brigade, die er nach Ausbruch des Ersten Weltkriegs bis zum 23. November 1914 führte. Anschließend übernahm er als Generalmajor (seit 20. April 1914) die 4. Kavallerie-Division und am 31. August 1916 die 195. Infanterie-Division, bevor er am 22. Februar 1918 das Kommando über die Garde-Kavallerie-Division erhielt. Nach Kriegsende und Rückführung in die Heimat gab Hofmann das Kommando am 6. Dezember 1918 ab. Er erhielt am 12. November 1917 den Orden Pour le Mérite sowie am 18. September 1918 das Eichenlaub zum Pour le Mérite verliehen.
Hofmann kommandierte dann bis 23. März 1919 die Garde-Kavallerie-Schützen-Division, die am 15. Januar 1919 Rosa Luxemburg und Karl Liebknecht ermordeten, das Garde-Kavallerie-Schützen-Korps bis 16. Januar 1920 und die 3. Kavallerie-Division bis 3. Juli 1920, bei denen es sich um Freikorps handelte. Danach setzte er sich, bedingt durch eine schwere Herzerkrankung, zur Ruhe.

### Familie
Er war mit Freiin Asta von Diepenbroick-Grüter (1875–1940) verheiratet. Das Paar hatte Kinder, darunter den Sohn Karl Heinz (* 1905).